# A Little Trip to Heaven
A Little Trip to Heaven (bra: A Fraude; prt: {{{2}}}) é um filme de suspense islando-estadunidense dirigido por Baltasar Kormákur. É ambientado em 1985 nos Estados Unidos, mas quase totalmente filmado na Islândia. O músico islandês Mugison compôs e tocou a trilha sonora, exceto a música "A Little Trip to Heaven", originalmente de Tom Waits. Mugison executa a música de Waits na trilha sonora.

## Sinopse
Antes dos créditos de abertura, uma viúva recente está sentada em um escritório de seguro de vida. Esperando ser compensada pela morte de seu marido, a viúva é informada de que ela não tem direito a benefícios de morte completos, porque a companhia de seguros obteve um vídeo de seu marido fumando e atribui sua morte a cigarros. Abe Holt observa enquanto sua colega de trabalho convence a viúva de que ela tem sorte em sair com uma pequena fração do prêmio que esperava.
O filme gira em torno de três acidentes rodoviários, revelados em sequência no início do filme. O primeiro mostra um jovem casal voando pelo teto aberto de seu conversível, que navegou sobre um penhasco. Eles nadam para a praia, onde a mulher bate na perna do seu companheiro de viagem com um cachimbo. O segundo envolve um ônibus da cidade e o corretor de seguros Abe Holt (Forest Whitaker), que chegou ao local suspeitando que muitos dos passageiros entraram no ônibus após o acidente, procurando registrar uma reclamação. Holt blefa, alegando que uma câmera escondida ajudará a descobrir quem realmente estava no ônibus. Muitos vão embora e seu colega de trabalho (Peter Coyote) rapidamente diz que a empresa quer que ele investigue um acidente na remota e desolada cidade de North Hastings, Minnesota.
O terceiro acidente envolve um jovem sem nome que fica preso ao lado da estrada em uma noite chuvosa, depois de parar no bar local. Ele aceita uma carona do motorista que já havia esvaziado o tanque de gasolina e depois passa a acelerar o carro na parede de um túnel, ferindo o passageiro no acidente. O homem anônimo é arrastado para o banco da frente e afivelado antes do sifão com gás ser sobre o carro e incendiado. No entanto, para quem mais tarde descobrir o acidente, parecer que o motorista Kelvin Anderson morreu depois de bater seu próprio carro na parede do túnel, acendendo um incêndio que queimou seu corpo além do reconhecimento. A polícia local está convencida de que é um caso de abertura e fechamento porque a carteira de motorista de Kelvin foi encontrada no porta-luvas, as placas no carro combinam com a de Kelvin e a irmã de Kelvin, Isold (Julia Stiles), mora no outro lado do túnel.
No entanto, Holt suspeita porque, embora o corpo seja convenientemente não identificável, a licença não está danificada e Isold, a única beneficiária do apólice de US$1 milhão, é nervosa e não espera a visita de seu irmão. O marido de Isold, "Fred" McBride (Jeremy Renner), é inesperadamente alegre e vagamente ameaçador, convencendo Holt de que há mais nesse caso. Enquanto ele investiga o caso, Holt descobre pistas importantes: Frederick McBride está realmente morto e enterrado em um campo fora da casa abandonada de McBride, e o supostamente morto Kelvin tem um registro como estelionatário. A evidência mais convincente são as fotos de Kelvin do seu registro criminal e ensino médio, mostrando-o parecido com "Fred". Holt finalmente confirma que o corpo carbonizado retirado do acidente de carro não é de Kelvin, que o "marido" de Isold é na verdade seu irmão Kelvin. Um flashback revela que o casal do conversível visto na abertura do filme era Isold e Kelvin, destruindo seu carro - e a perna de Kelvin - por dinheiro do seguro.
Quando Isold descobre que seu irmão assassinou um vagabundo inocente, ela fica horrorizada, mas Kelvin a convence a participar desse golpe final e refém de seu filho Thor, que Isold ajuda a criar desde que a mãe do menino partiu. Quando Isold visita o escritório de seguros para cobrar a apólice de Kelvin, Holt — em um eco da cena de abertura do filme - informa que ele não pode conceder a ela os US$1 milhão que ela espera, apenas o valor contábil do carro (US$1500). Ela sai com raiva. Quando Holt diz a Isold que ela tem sorte de ele não a ter exposto como um acessório para matar, ela diz a ele que seu irmão levou Thor. Movida e preocupada, Holt retém o cheque por um dia (garantindo que retornará ao banco no dia seguinte) e altera o nome do segurado na apólice de "Kelvin Anderson" para "Frederick McBride".
No dia seguinte, Isold fecha o cheque e abre um cofre, onde coloca uma foto de infância dela e de seu irmão. Ela retorna ao motel onde Kelvin está hospedado com Thor e tenta convencê-lo de que ela deixou o resto do dinheiro no cofre, para que possa sair com Thor. Kelvin não compra, e entra no carro com Thor — apenas para descobrir que ele é detido à mão por Holt, no banco de trás. Holt diz a Isold para sair com o garoto e "Fred" acelera, afivelando o cinto de segurança (um sinal de que ele pretende bater no carro). Kelvin bate no carro, matando os dois homens, e Isold recebe todos os benefícios da apólice de seguro de vida adulterada.
O filme termina com Abe andando na praia, sugerindo o paraíso, que é idêntico à praia apresentada no comercial da companhia de seguros mostrada no início do filme, enquanto os créditos rolam.[carece de fontes?]

## Elenco
- Forest Whitaker como Abe Holt
- Jeremy Renner como Fred McBride
- Julia Stiles como Isold McBride
- Peter Coyote como Frank